# Mionetta
Mionetta — викопний рід гусеподібних птахів родини качкових (Anatidae), що існував в олігоцені та ранньому міоцені в Європі. Викопні рештки представників роду знайдені у Франції, Німеччині та Чехії. Один зразок, що може належати Mionetta знайдено у Намібії. Рід тісно пов'язаний з сучасними савками (Oxyura)

## Види
- Mionetta blanchardi
- Mionetta consobrina
- Mionetta eversa
- Mionetta natator

## Оригінальна публікація
- B. C. Livezey and L. D. Martin. 1988. The Systematic Position of the Miocene Anatid Anas[?] blanchardi Milne-Edwards. Journal of Vertebrate Paleontology 8(2):196-211